# 톤넹

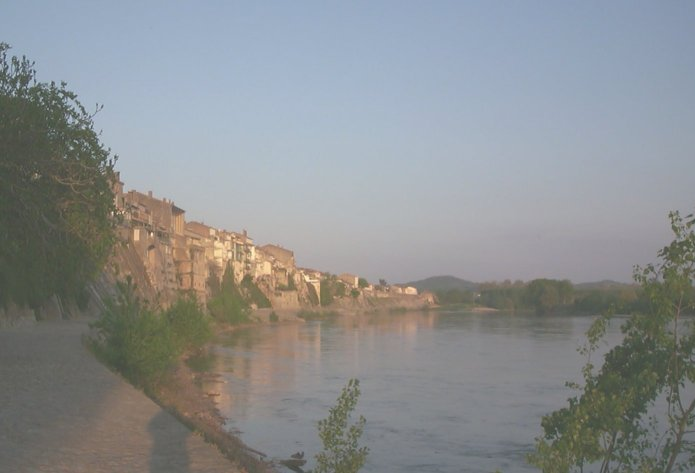

톤넹(프랑스어: Tonneins)은 프랑스 아키텐 로트에가론주에 있는 도시이다.